# Carlo Bossoli
 (juillet 2017).
Carlo Bossoli (6 décembre 1815, à Lugano - 1er août 1884, à Turin) est un peintre et lithographe suisse. Il est principalement connu pour ses scènes historiques du Risorgimento et ses paysages de Crimée.

## Biographie
Le père de Carlo Bossoli est un tailleur de pierre d'origine italienne travaillant en Suisse, dans le Tessin. En 1820, sa famille accepte un déménagement à Odessa pour des motifs professionnels.
Jusqu'en 1826, il étudie avec les capucins et après avoir obtenu son diplôme, il commence à travailler dans une boutique de livres et d'estampes. C'est là qu'il a commencé à dessiner. En 1828, il est engagé par l'Opéra d'Odessa pour travailler comme assistant de Rinaldo Nannini (?-?), un scénographe qui a étudié à La Scala sous Alessandro Sanquirico.
Il commence à vendre ses tableaux en 1833. Son père meurt trois ans plus tard et il devient le seul soutien de sa mère, sa sœur et son fils illégitime[réf. nécessaire].
Son travail a attiré l'attention du prince Mikhaïl Vorontsov, qui lui a confié la peinture de plusieurs vues d'Odessa. La princesse Élisabeth Branicki été impressionnée par son talent et a arrangé pour lui un voyage d'études en Italie de 1839 à 1840. Il reste principalement à Naples et à Rome, en accordant une attention particulière à la détrempe et à la gouache et s'associe avec de nombreux artistes britanniques qui y vivent. Il rentre en 1840 et s'installe dans la station balnéaire d'Aloupka, sur la propriété princière du Prince Mikhaïl Vorontsov.
En 1844, à la demande de sa mère (qui est malade), il s'installe à Milan et y ouvre un atelier. En 1848, il produit des scènes des Cinq journées de Milan. Sa mère meurt l'année suivante, mais il reste à Milan jusqu'en 1853, quand l'échec d'une insurrection contre les Autrichiens le force à fuir à Turin, qu'il a utilisé comme point de départ pour ses voyages vers l'Angleterre, la France, l'Espagne, le Maroc, l'Allemagne et la Scandinavie.
Au cours de ces années, il produit un album de peintures sur la Crimée qui est publié à Londres par Vincent Brooks, Day & Son. Il rencontre un franc succès populaire en raison de l'intérêt public pour la guerre de Crimée. Plus tard, en 1859, cet éditeur londonien lui commande une série de lithographies représentant la campagne d'Italie (1859) qui sont publiées sous le titre La Guerre en Italie.
En les voyant, le jeune Prince Oddone, duc de Montferrat, lui donne une bourse pour suivre l'armée piémontaise et faire un compte rendu artistique de ses campagnes. Le résultat est un album de 150 peintures à la tempera et le Prince lui déclare être « le peintre de notre histoire »[réf. nécessaire]. Il tombe gravement malade à cette époque et sa productivité baisse alors de façon importante. Il partage ainsi son temps entre la décoration de sa maison pour la faire ressembler au Palais Vorontsov et l'éducation de son neveu.
En 1883, à l'âge de soixante-huit ans, il épouse Adélaïde De Carolis, qui n'a que vingt-et-un ans. Le mariage est généralement considéré comme un arrangement financier[réf. nécessaire]. L'année suivante, il meurt d'une crise cardiaque. Il est enterré à Lugano et une rue de Turin porte désormais son nom.

## Sélection de peintures

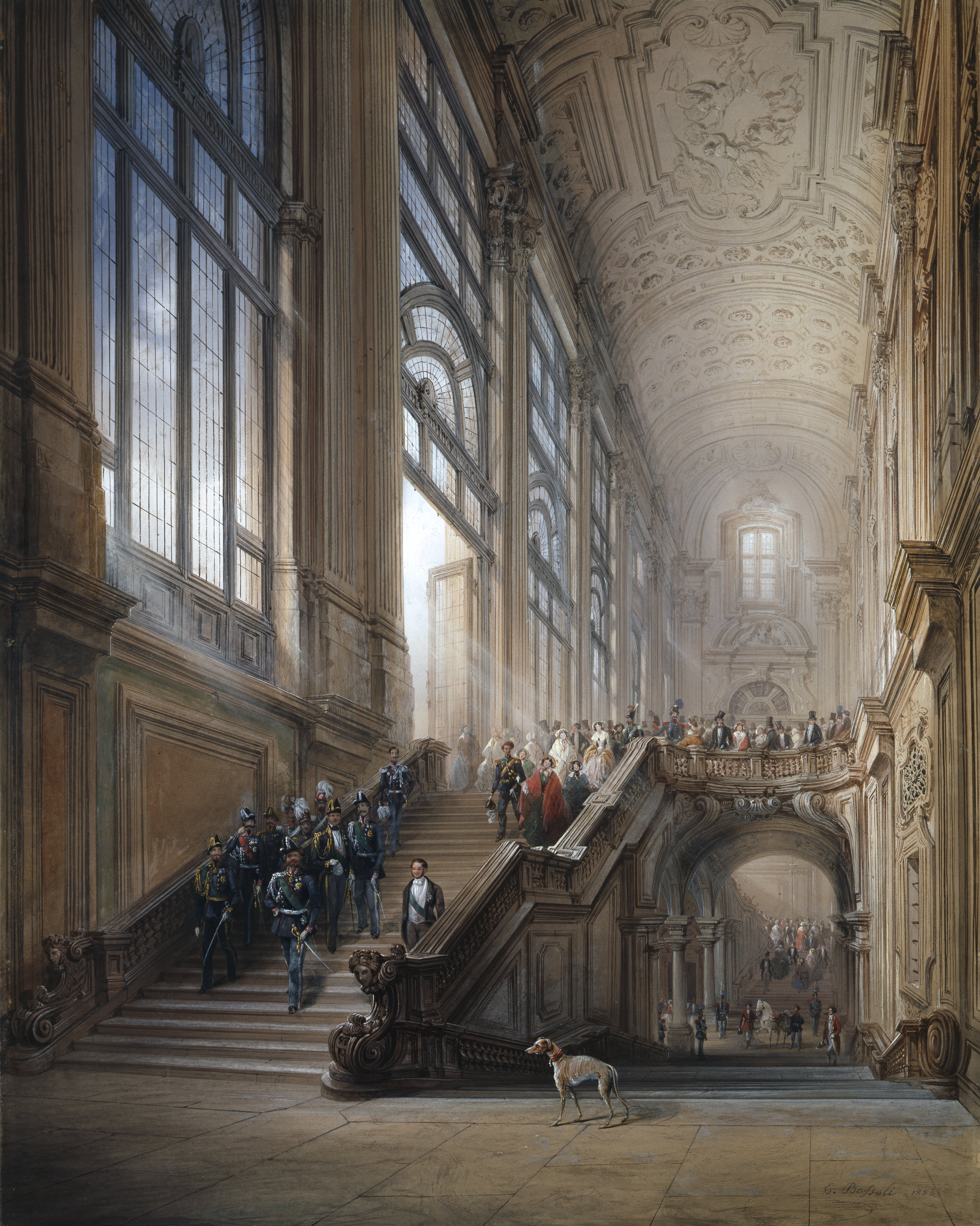
Le roi Victor Emanuel II et Camillo Cavour, à l'ouverture du Senato Subalpino (1853)
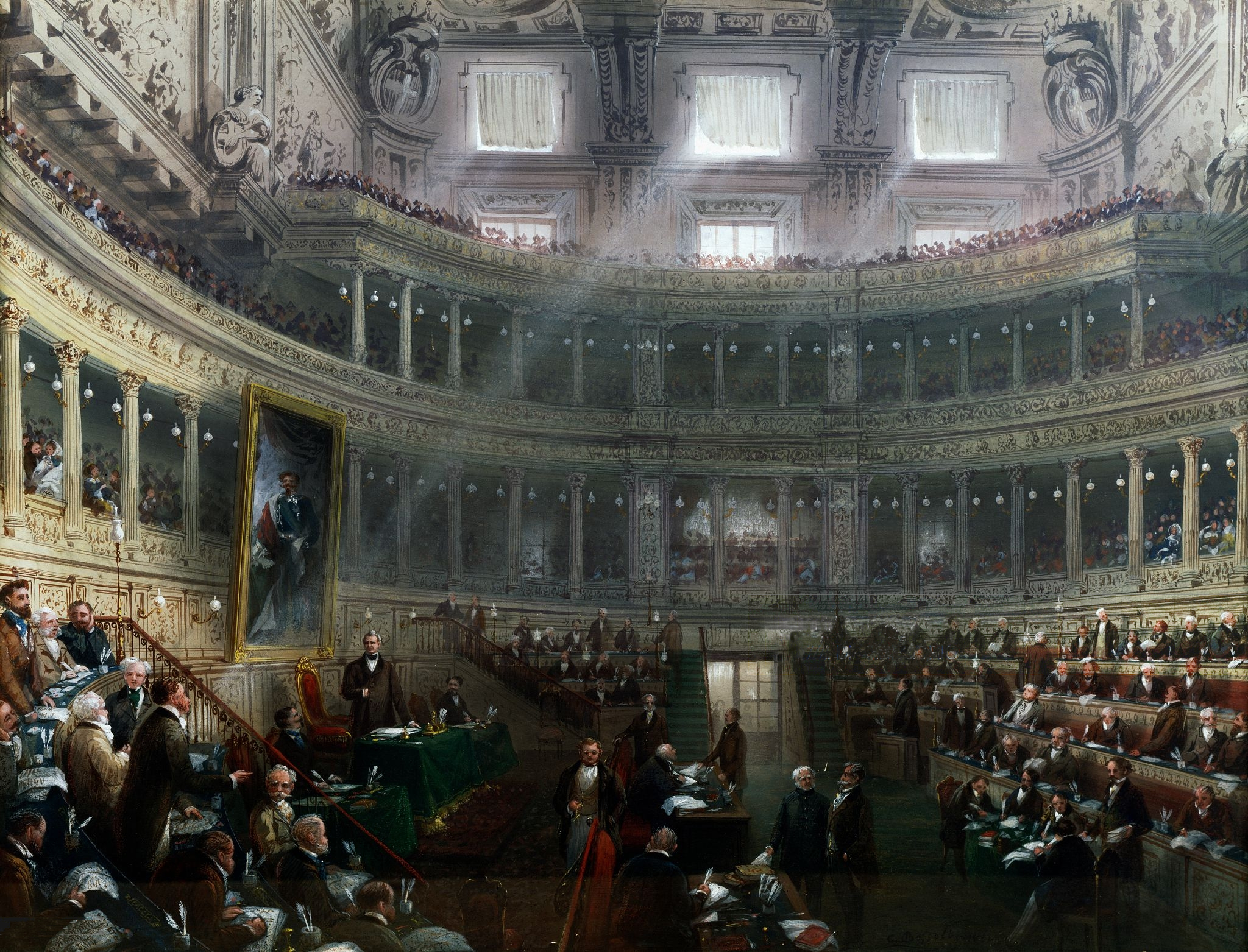
Le Sénat du royaume de Sardaigne dans le palais Madame à Turin, présidé par Cesare Alfieri di Sostegno (1860)
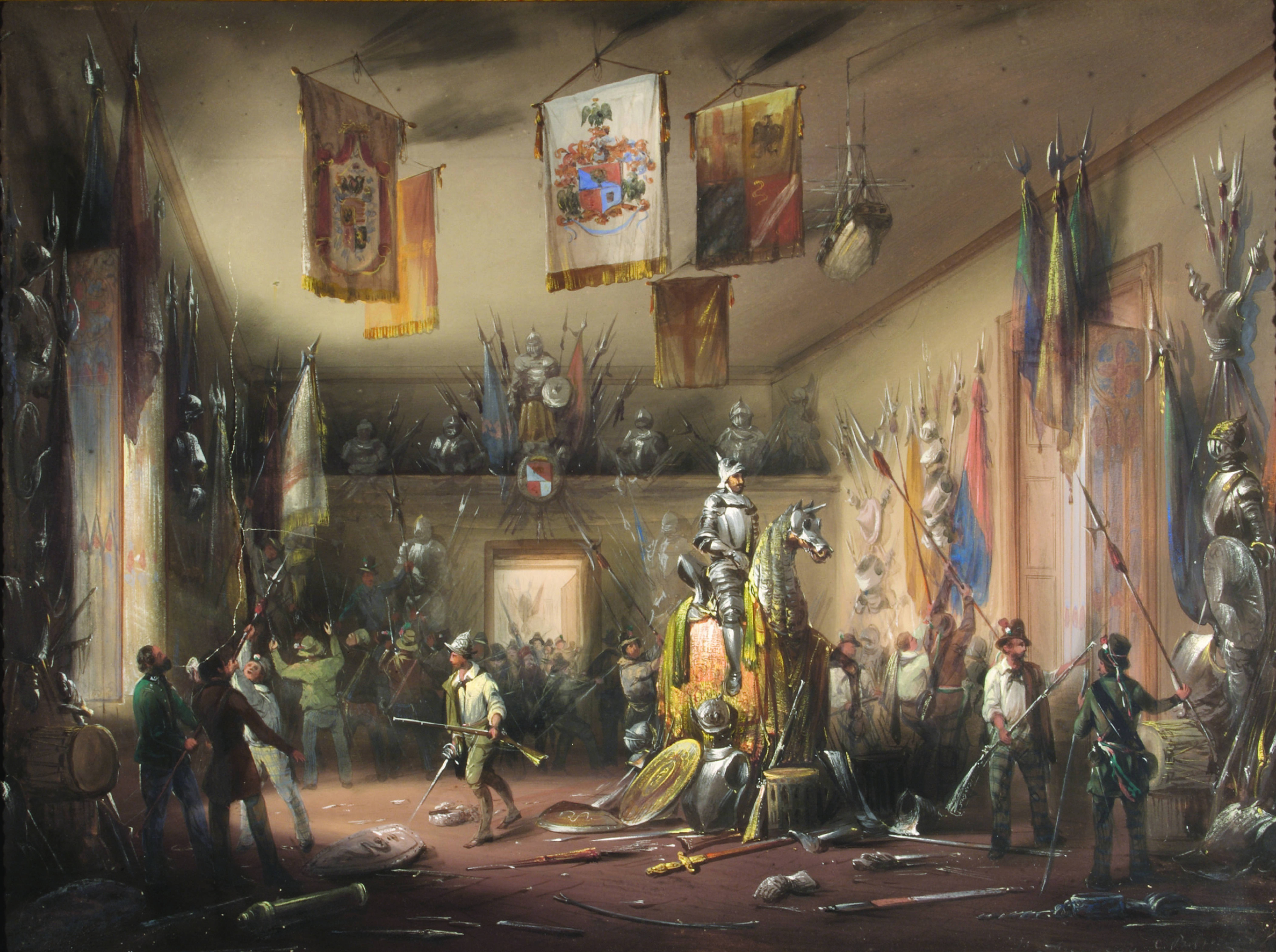
L'armurerie de la famille Ubaldo pillée par les révolutionnaires (1848)
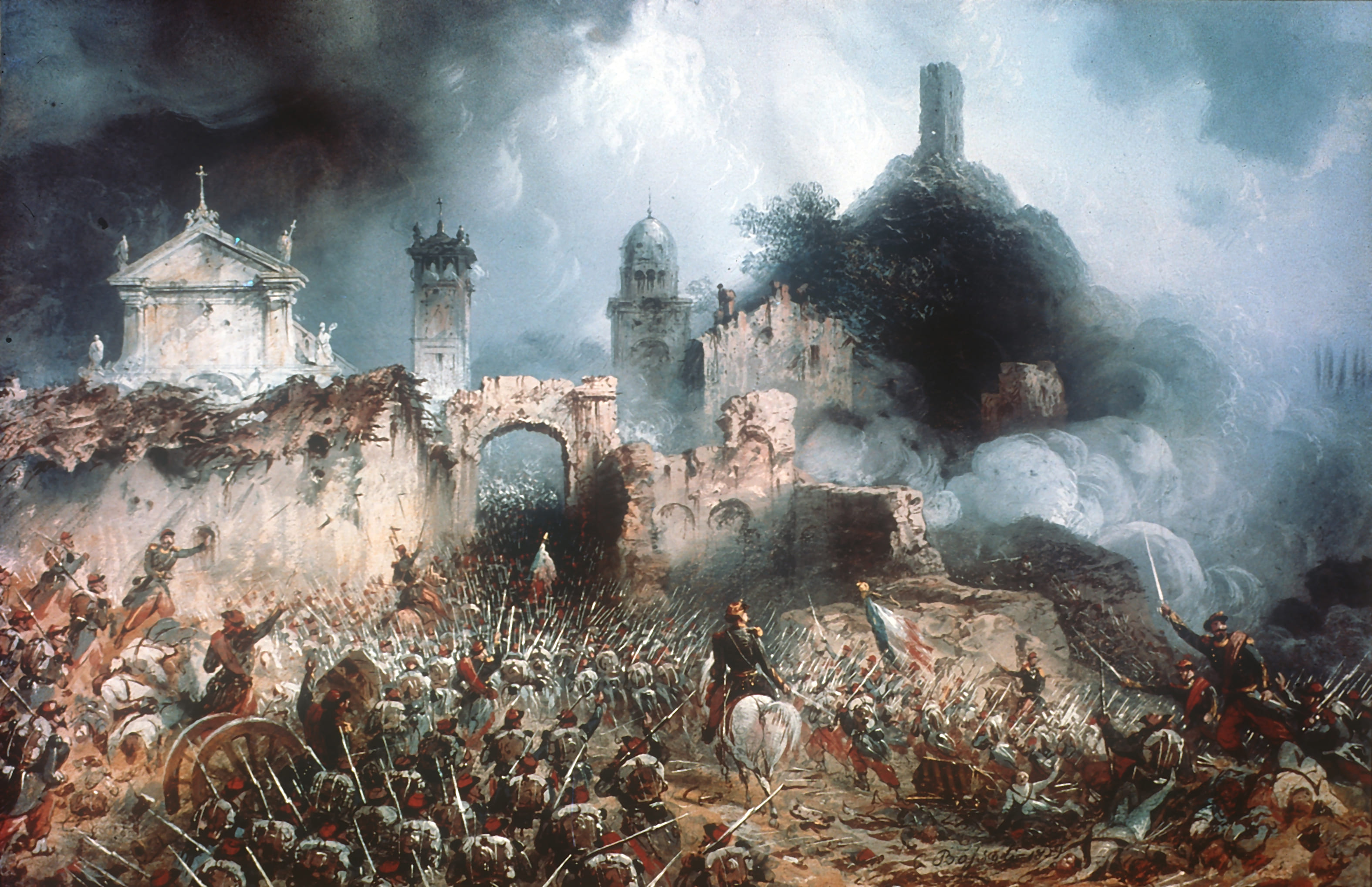
La Bataille de Solférino (1859)
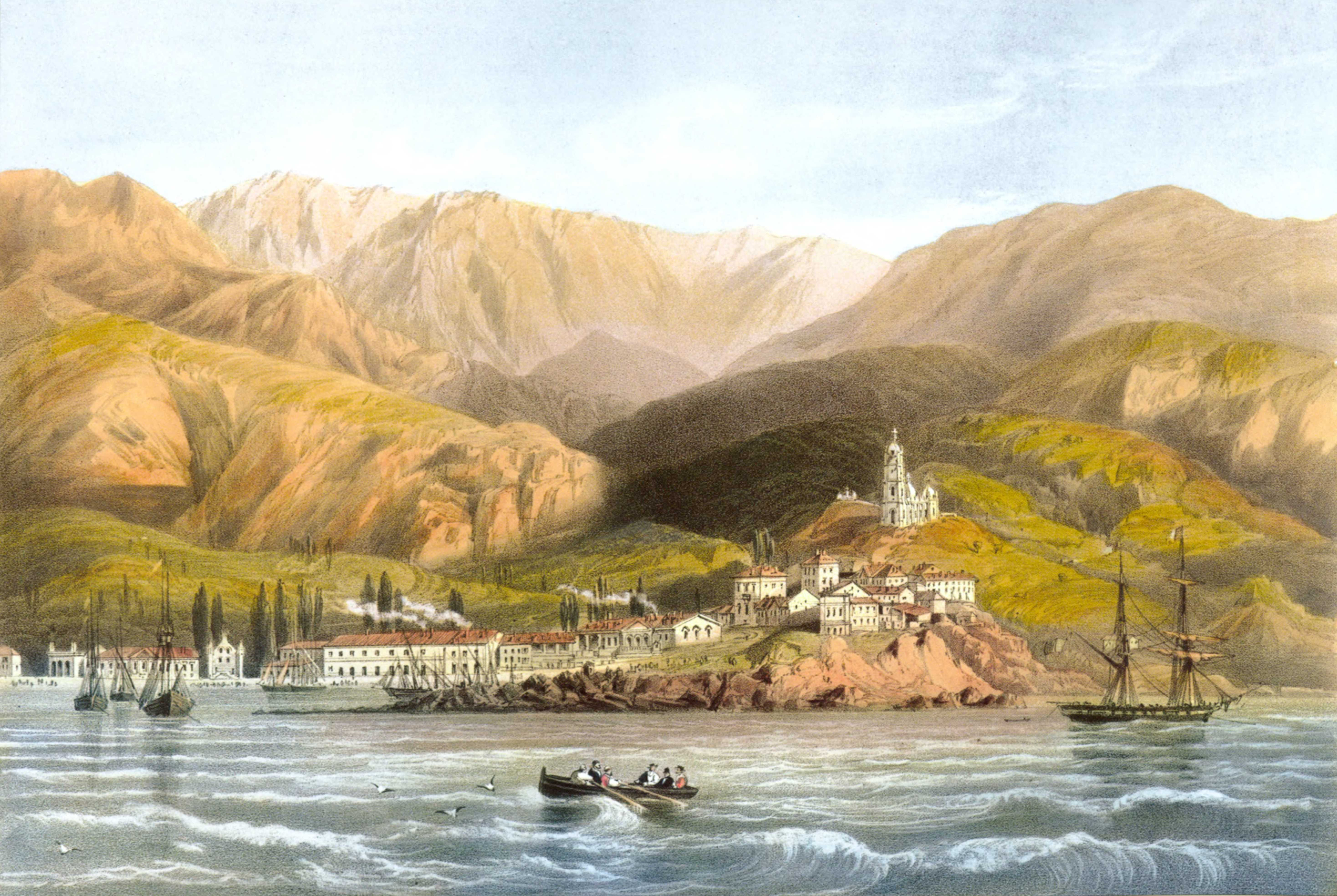
Yalta (1856).
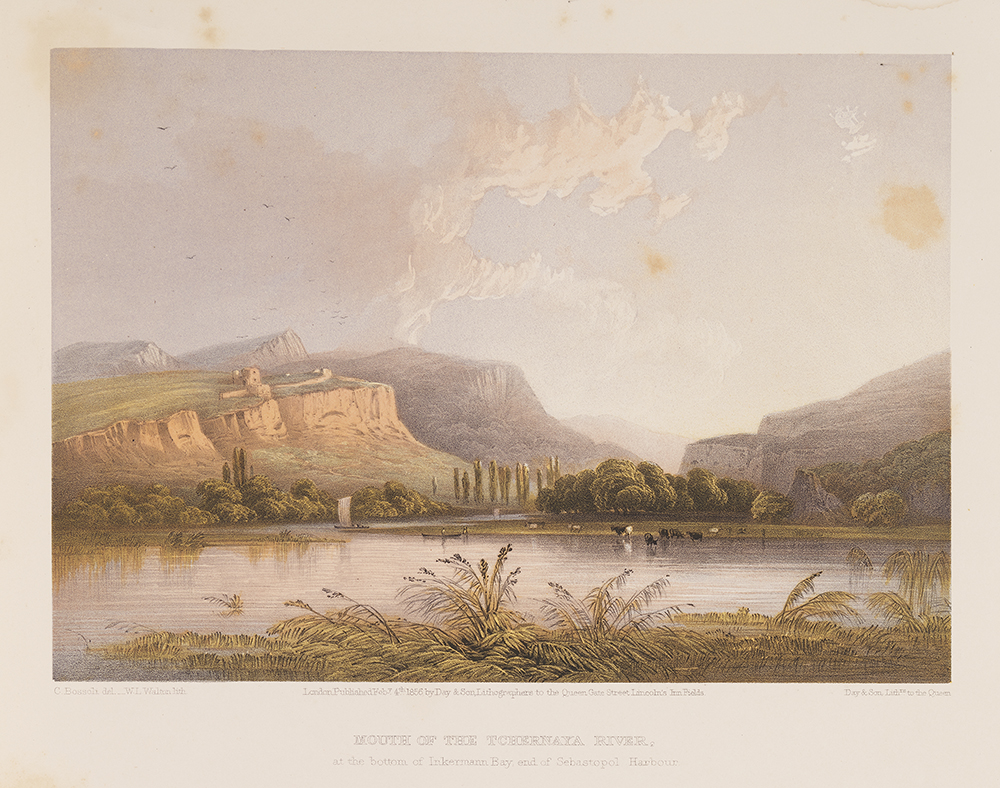
Sur une gravure de 1855, le Fort Kalamita.